# Distretto di Wanxiu
Il distretto di Wanxiu (万秀区S, Wànxiù QūP) è un distretto della Cina, situato nella regione autonoma di Guangxi e amministrato dalla prefettura di Wuzhou.